# Magnus Hedlund (författare)
Jan Magnus Wilhelm Hedlund, född 31 oktober 1942, är en svensk författare och översättare.

## Verksamhet
Magnus Hedlund var på 1960-talet en av redaktionsmedlemmarna för tidskriften Komma tillsammans med Carin Mannheimer, Sverker Göransson, Jan Stolpe, Claes Hylinger och Agneta Pleijel. Han debuterade med språkexperimentet Fluxus eller Vettvillingen i vattvällingen, men har sedan utvecklat en mer minimalistisk stil, såväl i korta berättelser som i romaner.
I slutet av 1960-talet inledde han sin översättarbana. Hedlund har sedan början av 1960-talet även skrivit litteraturkritik och essäer och introducerat flera författarskap på svenska; den mest notabla av dessa kanske Flann O'Briens. Han var också den förste som översatte Georges Perec till svenska. Han har översatt och nyöversatt Samuel Becketts samtliga pjäser och tolkat samme författares dikter från sex decennier till svenska. Hedlund innehar lärostolen i experimentell cybeutik vid det franska Collège de 'Pataphysique och har också översatt verk av patafysikens avtäckare Alfred Jarry. Hedlunds kortprosasamling Ärligt talat från 2006 innehåller häftiga kast mellan lek och melankoli, mellan galghumor och gravallvar. I den lilla volymen Tix från 2011 ger Hedlund utlopp åt det avspänt lekfulla, som bokens undertitel antyder: "metaforismer, tankesprak, logogryfer och andra textiklar. Garanterat rena skrivbordsprodukter". Någon där? från 2012 är en roman i dialogform.
Hedlund skriver understreckare i Svenska Dagbladet, och gav 2015 ut essäboken Livet är en häst om den franska litteraturgruppen Oulipo (Verkstaden för potentiell litteratur).
Hedlund är gift med konstnären Albertina (Tineke) Daalder, som formgivit en rad av Hedlunds böcker.

### Antologier
- 1971 – Den rasande grisen, en litterär kalender (red. tillsammans med Claes Hylinger, Bonnier)
- 1974 – På spaning efter den gris som flytt, en antologi (red. tillsammans med Claes Hylinger, Cavefors)

### Översättningar (urval)
- 1969 – Witold Gombrowicz: Ferdydurke (Ferdydurke) (översatt tillsammans med Jan Stolpe, Bonnier)
- 1974 – Ross Russell: Bird lever!: biografin över Charlie Parker (Bird Lives!) (Gidlund)
- 1976 – Man Ray: Självporträtt (Self Portrait) (översatt tillsammans med Claes Hylinger, Cavefors)
- 1992 – Derek Walcott: Sista karnevalen (The Last Carnival) (Wahlström & Widstrand)
- 1992 – Erik Satie: Av och till Satie : en brevbiografi (Satie vu à travers ses lettres) (Ejeby)
- 1994 – Tim Krabbé: Cyklisten (De renner) (Trevi)
- 2004 – Marie Heaney: Över de nio vågorna: irländska legender (Over Nine Waves) (Norstedt)
- 2007 – Marcel Bénabou: Varför jag inte har skrivit någon av mina böcker (Pourquoi je n'ai écrit aucun de mes livres) (Rámus)
- 2010 – Harry Mathews: Mitt liv i CIA: en krönika över 1973 (My Life in CIA) (Pequod press)
- 2015 – Félix Fénéon: Nyheter på tre rader (Nouvelles en trois lignes) (Ersatz)
- 2018 – Stefan Themerson: Läsebok (texter i urval) (Rönnells)
- 2022 – Edward Lear: Limerickar (ellerströms)

## Dramatik
- 1965 – Julafton (Tills. med Claes Hylinger) (Studentteatern, Göteborg, med bl.a. Björn Paijkull, Björn Lundell, Jan Eliasson, regi: Karin Larsson)
- 1966 – Ur askan (Regi: Magnus Hedlund) (Studentteatern, Göteborg)
- 1983 – Fradga (Radioteatern) (Regi: Anneli Mäkelä, med Percy Brandt m fl)
- 1983 – Vettvillingen i vattvällingen (Radioteatern) (Regi: Anders Thuresson, med Karl-Magnus Thulstrup m fl)

## Priser och utmärkelser
- 1968 – Göteborgs-Tidningens debutantpris
- 1978 – Eckersteinska litteraturpriset
- 1984 – Göteborgs Författarsällskaps pris
- 1999 – Göteborgs-Postens litteraturpris
- 2004 – De Nios Vinterpris
- 2006 – Elsa Thulins översättarpris
- 2009 – Stiftelsen Natur & Kulturs översättarpris
- 2014 – Samfundet De Nios Särskilda pris